# František Vogner
František Vogner (25. března 1850 Vraclav – 23. listopadu 1930 Litomyšl) byl český učitel, sbormistr a hudební skladatel.

## Život
Vystudoval reálku ve Vysokém Mýtě a učitelský ústav v Hradci Králové. Svou učitelskou dráhu začínal v Morašicích, ale již v roce 1871 odešel do Litomyšle, kde pak strávil celý svůj život.
Působil jako sbormistr mužského pěveckého sdružení Vlastimil, při Spolku paní a dívek založil Pěvecký sbor dámský a v roce 1875 ještě také Sbor venkovských hudebníků laiků. S těmito tělesy uvedl řadu koncertů na nichž zazněla zejména díla Bedřicha Smetany a Zdeňka Fibicha.
Jako skladatel byl velmi plodný. Největší oblibě se těšily jeho vokální skladby, sbory, koledy a drobné církevní skladby. Mnoho jich vyšlo tiskem v časopise Česká hudba. Pro amatérská tělesa, která vedl, psal přístupné skladby vycházející z lidových nápěvů. Zabýval se výukou zpěvu ve školách a zkomponoval i několik dětských zpěvoher.
Psal kritiky a odborné články do časopisů. Pro svou literární činnost používal šifru Fer.
Jeho pozůstalost je uložena v litomyšlském museu.

## Dílo (výběr)

### Sbory
- Vlasti a králi
- Slavnostní zpěv
- Z máje žití
- Vzdory
- Ze vsi (na slova Aloise Jiráska)
- Z Chodska
- Polské zpěvy a tance
- Zavedený ovčák

### Jevištní díla
- Svitežanka (melodram podle Adama Mickiewicze)
- Kometa (dramatický žert se zpěvy)
- O narození Páně (dětská zpěvohra)
- Štědrý den ve mlýně (dětská zpěvohra)